# Steven Zuber
Steven Zuber (ur. 17 sierpnia 1991 w Winterthurze) – szwajcarski piłkarz grający na pozycji pomocnika w greckim klubie AEK Ateny, reprezentant Szwajcarii na Letnich Igrzyskach Olimpijskich 2012, uczestnik Mistrzostw Świata 2018.

## Kariera klubowa
Swoją karierę Zuber jako junior rozpoczął w szwajcarskim FC Kollbrunn-Rikon. Po roku grania zauważył go klub FC Turbenthal. Grał tam przez rok, gdy w 2002 roku został sprowadzony do FC Winterthur. W 2006 roku przeprowadził się do jednego z najlepszych szwajcarskich klubów piłkarskich Grasshopper. W 2008 roku podpisał swój pierwszy zawodowy kontrakt właśnie z tym klubem. Debiut w zespole Grasshopperu zaliczył 12 lipca 2008 roku podczas drugiej rundy Pucharu Intertoto przeciwko KS Besa, wchodząc z ławki dla rezerwowych w 83. minucie. Niedługo później, 3 sierpnia 2008 zaliczył debiut w zremisowanym meczu 1:1 Swiss Super League przeciwko FC Vaduz. W lipcu 2013 trafił do moskiewskiego CSKA. W sierpniu 2014 roku związał się 4-letnią umową z niemieckim TSG 1899 Hoffenheim, aspirującym w tym sezonie do walki o europejskie puchary. W sezonie 2019/2020 był wypożyczony do VFB Stuttgart. Od sezonu 2020/2021 do 2022 był zawodnikiem Eintrachtu Frankfurt. W 2022 przeszedł do AEK Ateny.

## Kariera reprezentacyjna
Zuber grał w wielu młodzieżowych reprezentacjach Szwajcarii, takich jak: U-16, U-17, U-18, U-19, i U-21. Występował w reprezentacji Szwajcarii do lat 23; pojechał z nią na Letnie Igrzyska Olimpijskie 2012 do Londynu. Na turnieju tym Zuber wystąpił w trzech meczach. Szwajcaria jednak zdobyła tylko jeden punkt i ostatecznie musiała się pożegnać z turniejem już po fazie grupowej. 25.03.2017 zadebiutował w reprezentacji Szwajcarii w meczu eliminacyjnym do Mistrzostw Świata 2018 wygranym z Łotwą 1-0; pojechał z nią na Mistrzostwa Świata 2018 do Rosji, w których Szwajcaria doszła do 1/8 finału gdzie uległa Szwecji. Na turnieju Zuber wystąpił w 3 meczach i zdobył jedną bramkę w grupowym starciu z reprezentacją Brazylii.